# Чагра велика
Чагра велика (Tchagra senegalus) — вид горобцеподібних птахів родини гладіаторових (Malaconotidae). Мешкає в Африці та на півдні Аравійського півострова.

## Опис
Довжина птаха становить 19-22 см. Виду не притаманний статевий диморфізм. Тім'я чорне, через очі проходять чорні смуги, над очима білі "брови". Нижня частина тіла світло-сіра, верхня частина тіла світло-коричнева. Крила каштанові, хвіст чорний, на кінці білий. Дзьоб чорний. У молодих птахів тім'я коричневе, дзьоб світло-жовтий. Представники різних підвидів різняться за розмірами, забарвленням спини, нижньої частини тіла і голови.

## Таксономія
В 1760 році французький зоолог Матюрен Жак Бріссон включив опис великої чагри до своєї книги "Ornithologie", описавши птаха за зразком із Сенегалу. Він використав французьку назву La pie-griesche gris du Sénégal та латинську назву Lanius Senegalensis cinereus. Однак, хоч Бріссон і навів латинську назву, вона не була науковою, тобто не відповідає біномінальній номенклатурі і не визнана Міжнародною комісією із зоологічної номенклатури. Коли в 1766 році шведський натураліст Карл Лінней випустив дванадцяте видання своєї Systema Naturae, він доповнив книгу описом 240 видів, раніше описаних Бріссоном. Одним з цих видів була велика чагра, для якої Лінней придумав біномінальну назву Lanius senegalus. Згодом велику чагру перевели до роду Чагра (Tchagra).

### Підвиди
Виділяють дев'ять підвидів:
- T. s. cucullatus (Temminck, 1840) — поширений на узбережжі Марокко, Алжиру, Тунісу і західної Лівії;
- T. s. percivali (Ogilvie-Grant, 1900) — поширений на півдні Аравійського півострова, в Ємені, Омані та Саудівській Аравії;
- T. s. remigialis (Hartlaub & Finsch, 1870) — поширений в Чаді та Судані;
- T. s. nothus (Reichenow, 1920) — поширений від Малі до західного Чаду;
- T. s. senegalus (Linnaeus, 1766) — поширений від південної Мавританії до Ліберії та ЦАР;
- T. s. habessinicus (Hemprich & Ehrenberg, 1833) — поширений від півдня Судану до Еритреї, Ефіопії та Сомалі;
- T. s. armenus (Oberholser, 1906) — поширений від південного Камеруну до південно-західного Судану та Уганди; до Анголи, Зімбабве та до північно-західного Мозамбіку;
- T. s. orientalis (Cabanis, 1869) — поширений від південного Сомалі до сходу ПАР;
- T. s. kalahari (Roberts, 1932) — поширений від південної Анголи до південно-західної Замбії та до заходу ПАР.

## Поширення і екологія
Великі чагри поширені на території Африки та на півдні Аравійського півострова. Дуже рідко трапляються на півдні Піренейського півострова (до 2021 року траплялися лише двічі). Вони живуть в савані та в напівпустелях, в сухих чагарникових заростях та лісових масивах, трапляються в парках, садах та плантаціях.

## Розмноження
Гніздо чашоподібне, розміщується на дереві або серед чагарників. В кладці 2-3 яйця біого кольору, поцяткованих темними плямками. Насиджують кладку і самиця, і самець. Інкубаційний період триває 12-15 днів, пташенята покидають гніздо на 15 день.